# Roma criminal (serie de televisión)
Roma criminal, titulada en italiano Romanzo criminale - La serie, es una serie de televisión italiana estrenada en 2008 y basada en el libro homónimo del juez Giancarlo De Cataldo que representa la segunda adaptación tras la película dirigida por Michele Placido. Se trata de la segunda ficción producida por Sky Italia tras Quo vadis, baby? y fue estrenada en el canal por satélite Sky Cinema 1.  

## Trama
El amor, la dinámica familiar, neurosis, las amistades y los rencores sirven como contrapunto a la historia principal, la de un grupo de delincuentes que durante casi quince años (desde 1977 a 1990) han acariciado la ilusión de conquistar Roma. El libanés, el Freddo, Dandi, Patrizia o el comisario Scialoja son algunos de los personajes que están inspirados en la historia real de la "Banda de la Magliana".
Según Aldo Grasso (crítico y periodista italiano), la primera temporada de la serie da más espacio a la escena del crimen y a las empresas criminales de la "Banda della Magliana" mientras que, en la segunda temporada, se profundiza en el crimen tras bambalinas.